# Sorbo-Ocagnano
Sorbo-Ocagnano est une commune française située dans la circonscription départementale de la Haute-Corse et le territoire de la collectivité de Corse. Elle appartient à l'ancienne piève de Casinca.

## Géographie
Les communes limitrophes sont Castellare-di-Casinca, Loreto-di-Casinca, Penta-di-Casinca et Venzolasca.
Les villages de Sorbo et d'Ocagnano se trouvent dans la pieve de Casinca. Ils sont séparés de quelques kilomètres, le village d'Ocagnano se situant dans un combe en hauteur, en face du village de Penta-di-Casinca.

## Urbanisme

### Typologie
Au 1er janvier 2024, Sorbo-Ocagnano est catégorisée bourg rural, selon la nouvelle grille communale de densité à sept niveaux définie par l'Insee en 2022.
Elle appartient à l'unité urbaine de Borgo, une agglomération intra-départementale regroupant six  communes, dont elle est une commune de la banlieue,,. Par ailleurs la commune fait partie de l'aire d'attraction de Bastia, dont elle est une commune de la couronne,. Cette aire, qui regroupe 93 communes, est catégorisée dans les aires de 50 000 à moins de 200 000 habitants,.
La commune, bordée par la mer Méditerranée, est également une commune littorale au sens de la loi du 3 janvier 1986, dite loi littoral. Des dispositions spécifiques d’urbanisme s’y appliquent dès lors afin de préserver les espaces naturels, les sites, les paysages et l’équilibre écologique du littoral, tel le principe d'inconstructibilité, en dehors des espaces urbanisés, sur la bande littorale des 100 mètres, ou plus si le plan local d’urbanisme le prévoit.

### Occupation des sols
L'occupation des sols de la commune, telle qu'elle ressort de la base de données européenne d’occupation biophysique des sols Corine Land Cover (CLC), est marquée par l'importance des territoires agricoles (57,1 % en 2018), une proportion identique à celle de 1990 (56,9 %). La répartition détaillée en 2018 est la suivante : 
forêts (31,3 %), cultures permanentes (25,9 %), zones agricoles hétérogènes (16,9 %), prairies (14,3 %), milieux à végétation arbustive et/ou herbacée (7,4 %), zones urbanisées (4,2 %). L'évolution de l’occupation des sols de la commune et de ses infrastructures peut être observée sur les différentes représentations cartographiques du territoire : la carte de Cassini (XVIIIe siècle), la carte d'état-major (1820-1866) et les cartes ou photos aériennes de l'IGN pour la période actuelle (1950 à aujourd'hui).

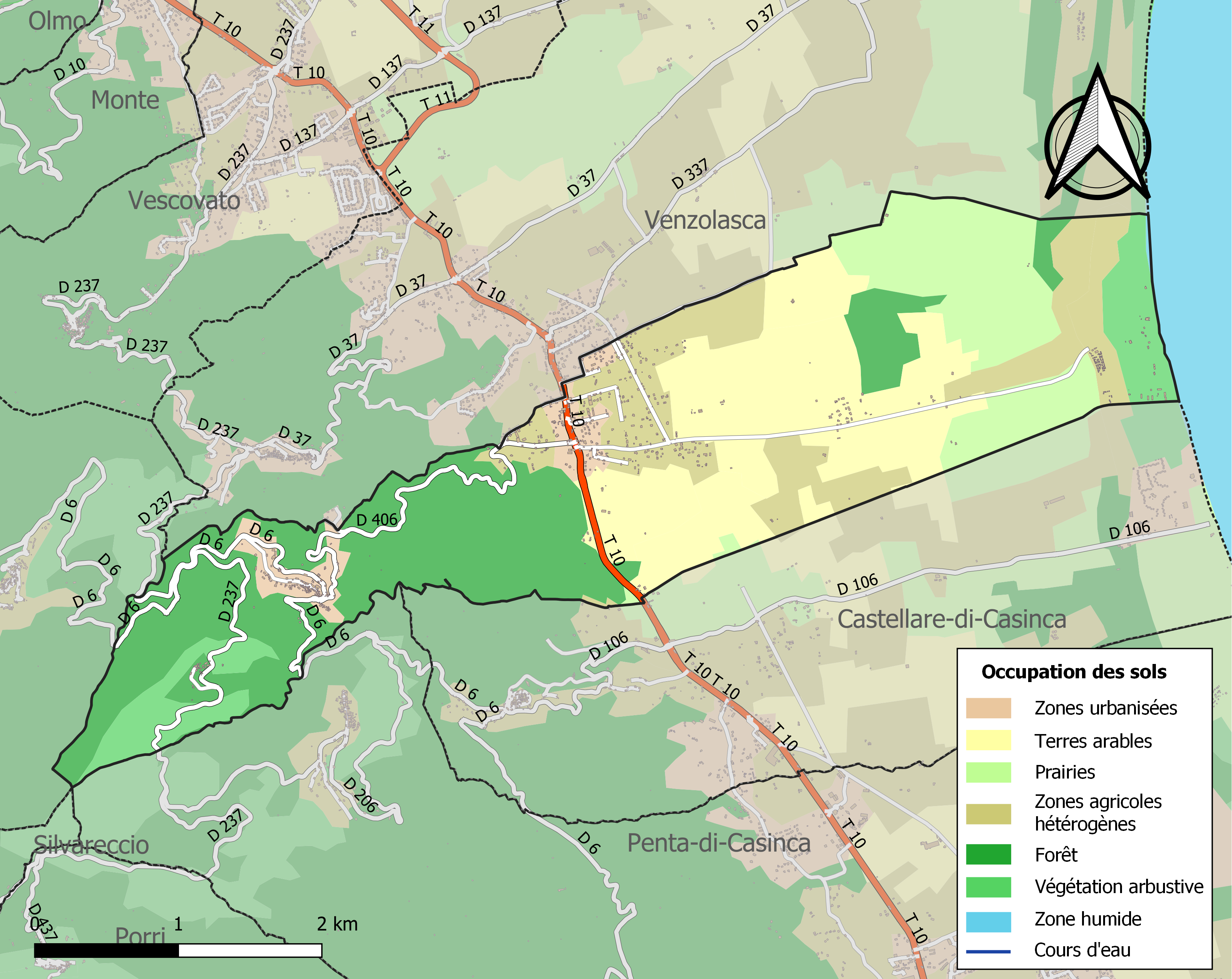
Carte des infrastructures et de l'occupation des sols de la commune en 2018 (CLC).

## Histoire
En 1827, les deux villages fusionnent pour former la commune de Sorbo-Ocagnano, avec le hameau de Querciolo situé sur le littoral.

## Politique et administration
| Période                                  | Période  | Identité               | Étiquette | Qualité               |
| ---------------------------------------- | -------- | ---------------------- | --------- | --------------------- |
| avant 1868                               | ?        | François Simoni        |           | Capitaine en retraite |
| ?                                        | ?        | M. Semidei             | PRV       | Commerçant            |
| ?                                        | ?        | Antoine Desideri       | UDF       | Docteur               |
| avant 1988                               | 2013     | Jean Etienne Albertini | RPR-UMP   | Commerçant            |
| 2013                                     | En cours | Dominique Albertini    | UMP-LR    | Commerçant            |
| Les données manquantes sont à compléter. |          |                        |           |                       |

## Population et société

### Démographie
L'évolution du nombre d'habitants est connue à travers les recensements de la population effectués dans la commune depuis 1800. Pour les communes de moins de 10 000 habitants, une enquête de recensement portant sur toute la population est réalisée tous les cinq ans, les populations de référence des années intermédiaires étant quant à elles estimées par interpolation ou extrapolation. Pour la commune, le premier recensement exhaustif entrant dans le cadre du nouveau dispositif a été réalisé en 2006.

En 2022, la commune comptait 901 habitants, en évolution de +8,69 % par rapport à 2016 (Haute-Corse : +5,15 %, France hors Mayotte : +2,11 %).
| 1800 | 1806 | 1821 | 1831 | 1836 | 1841 | 1846 | 1851 | 1856 |
| ---- | ---- | ---- | ---- | ---- | ---- | ---- | ---- | ---- |
| 264  | 310  | 356  | 580  | 585  | 630  | 658  | 637  | 732  |

| 1861 | 1866 | 1872 | 1876 | 1881 | 1886 | 1891 | 1896 | 1901 |
| ---- | ---- | ---- | ---- | ---- | ---- | ---- | ---- | ---- |
| 729  | 737  | 804  | 760  | 723  | 731  | 680  | 721  | 711  |

| 1906 | 1911 | 1921 | 1926 | 1931 | 1936 | 1946 | 1954 | 1962 |
| ---- | ---- | ---- | ---- | ---- | ---- | ---- | ---- | ---- |
| 706  | 708  | 593  | 551  | 521  | 568  | 553  | 527  | 452  |

| 1968 | 1975 | 1982 | 1990 | 1999 | 2006 | 2011 | 2016 | 2021 |
| ---- | ---- | ---- | ---- | ---- | ---- | ---- | ---- | ---- |
| 546  | 441  | 440  | 492  | 716  | 711  | 787  | 829  | 892  |

| 2022 | - | - | - | - | - | - | - | - |
| ---- | - | - | - | - | - | - | - | - |
| 901  | - | - | - | - | - | - | - | - |

## Culture locale et patrimoine

### Lieux et monuments
Sorbu et son église du XVe siècle San Petru. En 1646, l’évêque du diocèse visitant le village évoque alors l’église de San Ghjuvanni (classée site historique à ce jour), déjà en mauvais état.
Ocagnano est le siège de l'autre paroisse communale avec l’actuelle église A Nunziata, construite aux environs de 1680. Elle semble être la troisième église du village après celle de Santa Croce entièrement détruite, mais aussi la chapelle de San Damianu située à environ 1 km d'Ocagnano qui devait être l’église du village de Campo, détruit aux XIIe siècle et XIIIe siècle et dont il ne reste plus aujourd’hui que quelques ruines.
- Église Saint-Jean de Sorbo-Ocagnano. L'édifice a été inscrit au titre des monuments historique en 1976[13].
- Église Saint-Pierre-et-Saint-Paul de Sorbo. Elle est inscrite à l'Inventaire général du patrimoine culturel[14].

### Personnalités liées à la commune
- Henri Tomasi, compositeur corse, était originaire de Sorbo-Ocagnano.
- Antoine Ciosi, chanteur et écrivain corse.
- Jean-François Squaglia, artiste peintre, né à Sorbo-Ocagnano le 9 juin 1937.